# Сюзюм (село, Пензенская область)
Сюзюм — село в Кузнецком районе Пензенской области. Административный центр Сюзюмского сельсовета.

## География
Село расположено в восточной части области на расстоянии примерно в 27 километрах по прямой к северо-западу от районного центра Кузнецка.
Часовой пояс
Село Сюзюм как и вся Пензенская область, находится в часовой зоне МСК (московское время). Смещение применяемого времени относительно UTC составляет +3:00.

## Население
| 1795  | 1859  | 1877  | 1911  | 1926  | 1930  | 1939  |
| ----- | ----- | ----- | ----- | ----- | ----- | ----- |
| 794   | ↗1605 | ↗1769 | ↗2600 | ↘2015 | ↘1681 | ↘1466 |
| 1959  | 1979  | 1989  | 1996  | 2002  | 2010  |       |
| ↘1075 | ↘782  | ↘627  | ↘541  | ↘457  | ↘413  |       |

Национальный состав
Согласно результатам переписи 2002 года, в национальной структуре населения русские составляли 94 % из 457 чел..